# Zasada dyskontynuacji
Zasada dyskontynuacji – zwyczajowa zasada, zgodnie z którą parlament, który kończy swoją kadencję, zamyka wszystkie sprawy, nad którymi pracował (niezależnie od tego, na jakim etapie się znajdują) i nie przekazuje ich nowemu parlamentowi.
Wyjątki od tej zasady dotyczą:
- projektów ustaw z inicjatywy obywatelskiej[1]
- sprawozdań sejmowej komisji śledczej[2]
- postępowań w sprawie odpowiedzialności konstytucyjnej[3]
- postępowań w Komisji do Spraw Unii Europejskiej[4]
- postępowań w sprawach petycji[5],
- wniosków o pociągnięcie do odpowiedzialności karnej posłów i senatorów[6].